# Chrysotrichia aranuwa
Chrysotrichia aranuwa är en nattsländeart som beskrevs av Schmid 1958. Chrysotrichia aranuwa ingår i släktet Chrysotrichia och familjen smånattsländor. Inga underarter finns listade i Catalogue of Life.